# Draguny
Draguny (biał. Драгуны; ros. Драгуны) – wieś na Białorusi, w obwodzie witebskim, w rejonie miorskim, w sielsowiecie Powiacie.

## Historia
W czasach zaborów wieś prywatna w gminie Leonpol, w powiecie dzisieńskim, w guberni wileńskiej Imperium Rosyjskiego.
W latach 1921–1945 kolonia leżała w Polsce, w województwie wileńskim, w powiecie dziśnieńskim (od 1926 w powiecie brasławskim), w gminie Leonpol.
Według Powszechnego Spisu Ludności z 1921 roku zamieszkiwało tu 54 osoby, 8 było wyznania rzymskokatolickiego a 46 prawosławnego. Jednocześnie 24 mieszkańców zadeklarowało polską a 30 białoruską przynależność narodową. Było tu 11 budynków mieszkalnych. W 1931 w 9 domach zamieszkiwało 59 osób.
Wierni należeli do parafii rzymskokatolickiej i prawosławnej w Leonpolu. Miejscowość podlegała pod Sąd Grodzki w Drui i Okręgowy w Wilnie; właściwy urząd pocztowy mieścił się w Leonpolu.
We wsi znajduje się cmentarz żołnierzy poległych w wojnie polsko-bolszewickiej. Spoczywa na nim około 23 żołnierzy Wojska Polskiego poległych i zmarłych w latach 1919-1920 (w tym 7 o nieustalonej tożsamości), z których większość służyła w 5 pułku piechoty legionów. Polegli w walkach pod Dragunami, Dryssą, Leonpolem i nad rzeką Wołtą. W 1932(?) roku pogrzebano tu także żołnierza KOP służącego w baonie „Łużki”. Kwaterę ufundowali żołnierze ze strażnicy KOP „Czuryłowo”. Została odrestaurowana w 2017 roku.